# 文化庁メディア芸術祭
文化庁メディア芸術祭（ぶんかちょうメディアげいじゅつさい、英語: Japan Media Arts Festival）は、文化庁メディア芸術祭実行委員会（文化庁、国立新美術館）が1997年から2022年まで毎年実施していたアートとエンターテインメントの祭典。芸術性と創造性をもつ優れたメディア芸術作品を表彰することを目的に開催していた。また、受賞作を対象に展示会や関連イベントなどが行われた。

## 概要
アート部門、エンターテインメント部門、アニメーション部門、マンガ部門 の4部門について、大賞・優秀賞・新人賞を選定した。また、第5回（2001年）と第6回（2002年）には特別賞、第7回（2003年）以降は功労賞が授与された。受賞者にはそれぞれトロフィー、賞金、そして文部科学大臣賞が贈呈された。
実施当初は、デジタルアート（インタラクティブ）、デジタルアート（ノンインタラクティブ）、アニメーション、マンガの4部門だったが、2003年度（第7回）から現在の4部門に変更された。
2002年からは受賞作品を中心に地方展および地方巡回事業が実施された。
2022年8月24日、今年度は作品募集を行わないと公式ウェブサイトで発表した。朝日新聞の取材に対し、文化庁の担当者は役割を終えたという趣旨の説明を行った。

## 部門構成と賞
アート部門 (Art Division)
- 大賞
- 優秀賞
- 新人賞

- 審査委員会推薦作品

エンターテイメント部門 (Entertainment Division)

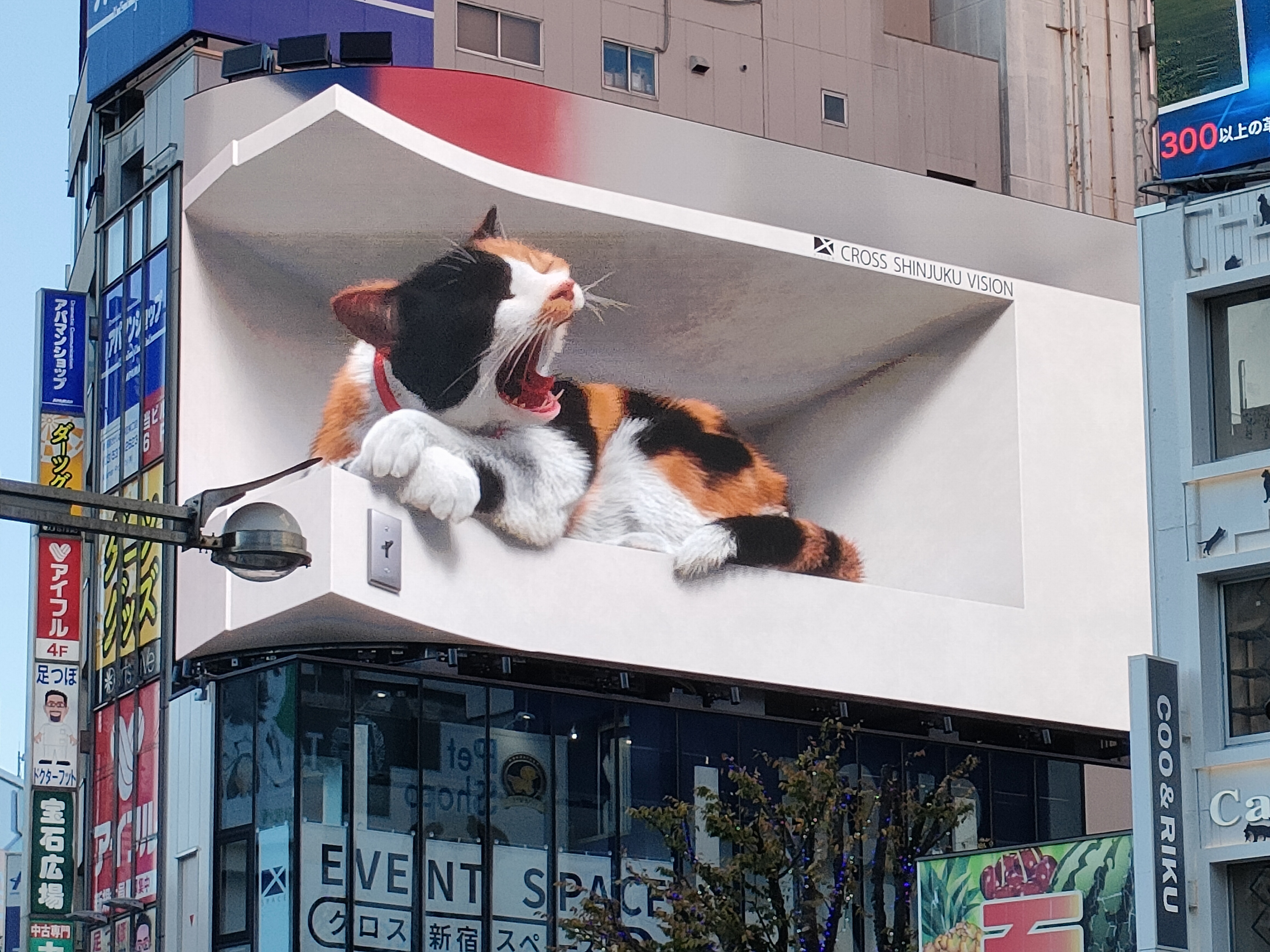
第25回 エンターテインメント部門では『新宿東口の猫』が「ソーシャル・インパクト賞」を受賞した。

- 大賞
- 優秀賞
- 新人賞

- 審査委員会推薦作品

アニメーション部門 (Animation Division)
- 大賞
- 優秀賞
- 新人賞

- 審査委員会推薦作品

マンガ部門  (Manga Division)
- 大賞
- 優秀賞
- 新人賞

- 審査委員会推薦作品

以上のほか、功労賞が個人に対して授与される。

## アート部門
各年度の大賞作品を示す。ここでは便宜上、デジタルアート（ノンインタラクティブ）部門（第1〜6回）とともに扱う。
デジタルアート（ノンインタラクティブ）部門
- 第1回（1997年）："Soul Blade（アメリカ版「ソウルエッジ」）" オープニングムービー（ナムコ）
- 第2回（1998年）：ハッスル!!とき玉くん（森本晃司）
- 第3回（1999年）：愉快な機械（岸啓介）
- 第4回（2000年）：1（武仲貞宗）
- 第5回（2001年）：安重（Anjyu）（大場康雄）
- 第6回（2002年）：TextArc print: Alice's Adventure in Wonderland（CRISPIN JONES with IDEO）

アート部門
- 第7回（2003年）：デジタル・ガジェット 6,8,9（クワクボリョウタ）
- 第8回（2004年）：3minutes²（ElectronicShadow）
- 第9回（2005年）：Khronos Projector（AlvaroCASSINELLI）
- 第10回（2006年）：イマジナリー・ナンバーズ2006（木本圭子）
- 第11回（2007年）：nijuman no borei（Jean-Gabriel PERIOT）
- 第12回（2008年）：Oups!（Marcio AMBROSIO）
- 第13回（2009年）：growth modeling device（作者：David BOWEN）
- 第14回（2010年）：Cycloid-E（Michel DECOSTERD / Andre DECOSTERD）
- 第15回（2011年）：Que voz feio（醜い声）（山本良浩）
- 第16回（2012年）：Pendulum Choir（Cod.Act（Michel DÉCOSTERD / André DÉCOSTERD））
- 第17回（2013年）：crt mgn（Carsten NICOLAI）
- 第18回（2014年）：該当なし
- 第19回（2015年）：Shades of Grey（CHUNG Waiching Bryan）
- 第20回（2017年）：Interface Ⅰ（Ralf BAECKER）
- 第21回（2018年）：Interstices / Opus I - Opus II（Haythem Zakaria）
- 第22回（2019年）：Pulses/Grains/Phase/Moiré（古舘健）
- 第23回（2020年）：[ir]reverent: Miracles on Demand（Adam W. BROWN）
- 第24回（2021年）：縛られたプロメテウス（小泉明郎）
- 第25回（2022年）：太陽と月の部屋（anno lab（代表：藤岡定）／西岡美紀／小島佳子／的場寛／堀尾寛太／新美太基／中村優一）

## エンターテインメント部門
各年度の大賞作品を示す。ここでは便宜上、デジタルアート（インタラクティブ）部門（第1〜6回）とともに扱う。
デジタルアート（インタラクティブ）部門
- 第1回（1997年）：KAGE（近森基）
- 第2回（1998年）：ゼルダの伝説 時のオカリナ（宮本茂）
- 第3回（1999年）：AIBO(ERS-110)（大槻正、空山基）
- 第4回（2000年）：ドラゴンクエストVII エデンの戦士たち（堀井雄二、すぎやまこういち、鳥山明、山名学、眞島真太郎）
- 第5回（2001年）：突き出す、流れる（児玉幸子)、(竹野美奈子）
- 第6回（2002年）：SOCIAL MOBILES（CRISPIN JONES with IDEO）

エンターテインメント部門
- 第7回（2003年）：ファイナルファンタジー・クリスタルクロニクル（スクウェア・エニックス、任天堂開発チーム）
- 第8回（2004年）：まわるメイドインワリオ（「まわるメイドインワリオ」開発チーム）
- 第9回（2005年）：Flipbook!（JuanCarlosOspinaGONZALEZ）
- 第10回（2006年）：大神（神谷英樹）
- 第11回（2007年）：Wii Sports（「Wii Sports」開発チーム）
- 第12回（2008年）：TENORI-ON（岩井俊雄 / 「TENORI-ON」開発チーム代表・西堀佑）
- 第13回（2009年）：日々の音色（ナカムラマギコ / 中村将良 / 川村真司 / Hal KIRKLAND）
- 第14回（2010年）：IS Parade（林智彦 / 千房けん輔 / 小山智彦）
- 第15回（2011年）：SPACE BALLOON PROJECT（大八木翼 / 馬場鑑平 / 野別剛士 / John POWELL）
- 第16回（2012年）：Perfume "Global Site Project"（真鍋大度／MIKIKO／中田ヤスタカ／堀井哲史／木村浩康）
- 第17回（2013年）：Sound of Honda / Ayrton Senna 1989（菅野薫／保持壮太郎／大来優／キリーロバ・ナージャ／米澤香子／関根光才／澤井妙治／真鍋大度）
- 第18回（2014年）：Ingress（Niantic Labs）
- 第19回（2015年）：正しい数の数え方（岸野雄一）
- 第20回（2017年）：シン・ゴジラ（庵野秀明 / 樋口真嗣）
- 第21回（2018年）：人喰いの大鷲トリコ（「人喰いの大鷲トリコ」開発チーム　代表・上田文人）
- 第22回（2019年）：チコちゃんに叱られる!（「チコちゃんに叱られる!」制作チーム）
- 第23回（2020年）：Shadows as Athletes（佐藤雅彦／佐藤匡／石川将也／貝塚智子）
- 第24回（2021年）：音楽（岩井澤健治）
- 第25回（2022年）：浦沢直樹の漫勉neo〜安彦良和〜（上田勝巳、倉本美津留、内田愛美、塚田努、丸山恵美）

## アニメーション部門
各年度の大賞作品を示す。
- 第1回（1997年）：もののけ姫（宮崎駿、徳間書店、スタジオジブリ、日本テレビ、電通）
- 第2回（1998年）：クジラの跳躍（たむらしげる）
- 第3回（1999年）：老人と海（ALEXANDER PETROV）
- 第4回（2000年）：BLOOD THE LAST VAMPIRE（北久保弘之）
- 第5回（2001年）：千と千尋の神隠し（宮崎駿）、千年女優（今敏）（2作品同時受賞）
- 第6回（2002年）：クレヨンしんちゃん 嵐を呼ぶ アッパレ!戦国大合戦（原恵一）
- 第7回（2003年）：連句アニメーション「冬の日」（川本喜八郎、他）
- 第8回（2004年）：マインド・ゲーム（湯浅政明、ロビン西）
- 第9回（2005年）：浮楼（榊原澄人）
- 第10回（2006年）：時をかける少女（細田守）
- 第11回（2007年）：河童のクゥと夏休み（原恵一）
- 第12回（2008年）：つみきのいえ（加藤久仁生）
- 第13回（2009年）：サマーウォーズ（細田守）
- 第14回（2010年）：四畳半神話大系（湯浅政明）
- 第15回（2011年）：魔法少女まどか☆マギカ（新房昭之）
- 第16回（2012年）：火要鎮（大友克洋）
- 第17回（2013年）：はちみつ色のユン（ユン／ローラン・ボアロー）
- 第18回（2014年）：The Wound（Anna BUDANOVA）
- 第19回（2015年）：Rhizome（Boris LABBÉ）
- 第20回（2017年）：君の名は。（新海誠）
- 第21回（2018年）：この世界の片隅に（片渕須直）、夜明け告げるルーのうた（湯浅政明）（2作品同時受賞）
- 第22回（2019年）：La Chute（Boris LABBÉ）
- 第23回（2020年）：海獣の子供（渡辺歩）
- 第24回（2021年）：映像研には手を出すな!（湯浅政明）
- 第25回（2022年）：The Fourth Wall（Mahboobeh KALAEE）

## マンガ部門
各年度の大賞作品を示す。
- 第1回（1997年）：マンガ日本の古典（22名の漫画家）
- 第2回（1998年）：坂本龍馬（黒鉄ヒロシ）
- 第3回（1999年）：アイ'ム ホーム（石坂啓）
- 第4回（2000年）：バガボンド（井上雄彦、吉川英治）
- 第5回（2001年）：F氏的日常（福山庸治）
- 第6回（2002年）：セクシーボイスアンドロボ（黒田硫黄）
- 第7回（2003年）：カジムヌガタイ－風が語る沖縄戦－（比嘉慂）
- 第8回（2004年）：夕凪の街 桜の国（こうの史代）
- 第9回（2005年）：失踪日記（吾妻ひでお）
- 第10回（2006年）：太陽の黙示録（かわぐちかいじ）
- 第11回（2007年）：モリのアサガオ（郷田マモラ）
- 第12回（2008年）：ピアノの森（一色まこと）
- 第13回（2009年）：ヴィンランド・サガ（幸村誠）
- 第14回（2010年）：ヒストリエ（岩明均）
- 第15回（2011年）：土星マンション（岩岡ヒサエ）
- 第16回（2012年）：闇の国々（ブノワ・ペータース／フランソワ・スクイテン）
- 第17回（2013年）：ジョジョリオン ―ジョジョの奇妙な冒険 Part8―（荒木飛呂彦）
- 第18回（2014年）：五色の舟（近藤ようこ、津原泰水）
- 第19回（2015年）：かくかくしかじか（東村アキコ）
- 第20回（2017年）：BLUE GIANT（石塚真一）
- 第21回（2018年）：ねぇ、ママ（池辺葵）
- 第22回（2019年）：ORIGIN（Boichi）
- 第23回（2020年）：ロボ・サピエンス前史（島田虎之介）
- 第24回（2021年）：3月のライオン（羽海野チカ）
- 第25回（2022年）：ゴールデンラズベリー（持田あき）

## 特別賞
- 第5回（2001年）：宮崎駿（アニメーション映画監督）、ファンタシースター オンライン Ver.2（ゲーム）、ファイナルファンタジー（映画／CG動画）
- 第6回（2002年）：Rez（ゲーム）、ライフスライスカレンダーとライフスライスワールドマップ（ウェブサイト）、ほしのこえ（短編アニメーション）、中国からの引揚げ 少年たちの記憶（ストーリーマンガ）

## 功労賞
- 第7回（2003年）：山口勝弘（アーティスト）
- 第8回（2004年）：山本順也（少女マンガ編集者）
- 第9回（2005年）：宮脇修（海洋堂フィギュアミュージアム黒壁 館長）
- 第10回（2006年）：大工原章（作画監督）
- 第11回（2007年）：辻真先（アニメ脚本家／ミステリ作家）
- 第12回（2008年）：中谷芙二子（アーティスト）
- 第13回（2009年）：宮本茂（ゲームクリエイター）、金田伊功（アニメーター）
- 第14回（2010年）：栗原良幸（マンガ編集者）
- 第15回（2011年）：木下小夜子（アニメーション作家／プロデューサー）
- 第16回（2012年）：江並直美（電子出版物プロデューサー）、大河原邦男（メカニックデザイナー）、小長井信昌（編集者）、佐藤茂（音響技術者）
- 第17回（2013年）：阿部修也（エンジニア／アーティスト）、柏原満（音響効果）、中村公彦（コミティア実行委員会代表）、松本俊夫（映画監督／映像作家／映画理論家）
- 第18回（2014年）：岩政隆一（エンジニアリング・デザイナー）、小野耕世（映画評論家／マンガ評論家／海外コミック翻訳家／海外コミック･アニメーション研究家）、山本圭吾（アーティスト／教育者）、渡辺泰（アニメーション研究者）
- 第19回（2015年）：飯村隆彦（映像作家／批評家）、上村雅之（ハードウェア開発者／ビデオゲーム研究者）、小田部羊一（アニメーター／作画監督／キャラクター・デザイナー）、清水勲（漫画・諷刺画研究家）
- 第20回（2017年）：飯塚正夫（コンテンツ・マネージャー）、梯郁太郎（電子楽器開発者）、高野行央（昭和漫画館青虫館長）、松武秀樹（作曲家／編曲家／シンセサイザー・プログラマー）
- 第21回（2018年）：田宮俊作（実業家）、竹内オサム（マンガ研究者）
- 第22回（2019年）：池田宏 (映画監督)(アニメーション監督／アニメーション研究者)、呉 智英 (評論家)、小池 一子 (クリエイティブディレクター)、三田村 畯右（筑波大学名誉教授）
- 第23回（2020年）：幸村真佐男（メディア･アーティスト／写真家）、なみきたかし（プロデューサー／アニメーション史家）、村崎修三（少女雑誌コレクター）、山城祥二（作曲家／脳科学者）
- 第24回（2021年）：草原真知⼦（メディアアート・映像文化史研究者／キュレーター）、坂田文彦（ガタケット事務局代表）、さくまあきら（ゲームクリエイター）、野沢雅子（声優）
- 第25回（2022年）：塩田周三（ポリゴン・ピクチュアズ代表取締役）、刀根康尚（サウンドアーティスト／作曲家／パフォーマンス・アーティスト）、鳥嶋和彦（白泉社顧問）、belne（マンガ家／開志専門職大学アニメ・マンガ学部教授）

## 受賞作品展
| 回 | 会期                  | メイン会場           |
| -- | --------------------- | -------------------- |
| 1  | 1998年2月2日~2月3日   | 新国立劇場（小劇場） |
| 2  | 1999年2月27日~3月2日  | 新国立劇場（小劇場） |
| 3  | 2000年2月25日~3月2日  | 草月会館             |
| 4  | 2001年3月12日~3月18日 | 東京都写真美術館     |
| 5  | 2002年2月28日~3月10日 | 東京都写真美術館     |
| 6  | 2003年2月27日~3月9日  | 東京都写真美術館     |
| 7  | 2004年2月27日~3月7日  | 東京都写真美術館     |
| 8  | 2005年2月25日~3月6日  | 東京都写真美術館     |
| 9  | 2006年2月24日~3月5日  | 東京都写真美術館     |
| 10 | 2007年2月24日~3月4日  | 東京都写真美術館     |
| 11 | 2008年2月6日~2月17日  | 国立新美術館         |
| 12 | 2009年2月4日~2月15日  | 国立新美術館         |
| 13 | 2010年2月3日~2月14日  | 国立新美術館         |
| 14 | 2011年2月2日~2月13日  | 国立新美術館         |
| 15 | 2012年2月22日~3月4日  | 国立新美術館         |
| 16 | 2013年2月13日~2月24日 | 国立新美術館         |
| 17 | 2014年2月5日~2月16日  | 国立新美術館         |
| 18 | 2015年2月4日~2月15日  | 国立新美術館         |
| 19 | 2016年2月3日~2月14日  | 国立新美術館         |
| 20 | 2017年9月16日~9月28日 | 東京オペラシティ     |
| 21 | 2018年6月13日~6月24日 | 国立新美術館         |
| 22 | 2019年6月1日~6月16日  | 日本科学未来館       |
| 23 | 2020年9月19日~9月27日 | 日本科学未来館       |
| 24 | 2021年9月23日~10月3日 | 日本科学未来館       |

2022年分は開催せず。

## 地方展
主催は文化庁だが、地元の美術館などが主体となって企画・運営することが多い。
- 2002年度
  - 愛知展 - 2002年10月、愛知芸術文化センターで開催。
  - 岐阜展 - 2002年11月、ソフトピアジャパンで開催。
- 2003年度
  - 岡山展 - 岡山県立美術館で開催。会期は2003年9月26日〜10月2日。
- 2004年度
  - 福岡展 - 福岡アジア美術館で開催。会期は2004年11月1日〜11月7日。
- 2005年度
  - 福井展 - 福井大学アカデミーホールで開催。会期は2005年10月7日〜10月13日。
- 2006年度
  - 山口展 - 山口情報芸術センター（YCAM）で開催。会期は2006年11月3日〜12日。主催は文化庁、山口県、山口県教育委員会、山口市、山口市教育委員会、財団法人山口市文化振興財団、文化庁メディア芸術祭実行委員会(文化庁・CG-ARTS協会)、第21回国民文化祭山口県実行委員会、第21回国民文化祭山口市実行委員会。
- 2007年度
  - 徳島展 - 四国大学交流プラザで開催。会期は2007年10月27日〜11月4日。
- 2008年度
  - つくば展 - 筑波大学総合交流会館で開催。会期は2008年11月1日〜11月3日。
- 2009年度
  - 浜松展 - 「音」をテーマに、静岡文化芸術大学で開催。会期は2009年10月30日〜11月3日。共催は第24回国民文化祭静岡県実行委員会、静岡文化芸術大学、CG-ARTS協会。
- 2010年
  - 京都展 - 京都国際マンガミュージアムで開催。会期は2010年9月2日〜9月12日。主催は文化庁、京都市、京都芸術センター、京都国際マンガミュージアム。共催はCG-ARTS協会。
  - 岡山展 - 「TOUCH＆SEE 触ってみよう！見てみよう！」をテーマに、岡山市デジタルミュージアムで開催。会期は2010年10月30日〜11月7日。共催は第25回国民文化祭岡山県実行委員会、岡山市デジタルミュージアム、CG-ARTS協会。
- 2011年度
  - 京都展 - 「パラレルワールド・京都」をテーマに、京都芸術センターなどで開催。会期は2011年10月29日〜11月23日。共催は京都芸術センター、京都文化博物館、京都国際マンガミュージアム、第26回国民文化祭京都府実行委員会。
  - 宮崎展 - 「メディアソビ、ムゲンダイ。」をテーマに、みやざきアートセンターなどで開催。会期は2011年12月23日〜2012年1月9日。共催はみやざきアートセンター。
- 2012年度
  - 神戸展 - デザイン・クリエイティブセンター神戸で開催。会期は2012年11月17日〜11月25日。共催は神戸ビエンナーレ組織委員会、神戸市。
  - 山梨展 - 「～つながる・かんじる・ひろがる～」をテーマに、甲府駅北口周辺の5会場で開催。会期は2013年1月13日〜1月20日。
- 2013年度
  - 富士の国やまなし展 - 「五感で旅するメディア芸術の世界」をテーマに、山梨県防災新館やまなしプラザなどを会場に開催。会期は2013年10月13日〜10月20日。共催は第28回国民文化祭山梨県実行委員会。
  - 愛知展 - 「CODE―私の宇宙（そら）／僕の言葉（ことば）」をテーマに、愛・地球博記念公園で開催。会期は2014年1月5日〜1月13日。共催は愛知県。
  - 釧路展 - 「自然と人間：グロスに見渡すメディア芸術」をテーマに、北海道立釧路芸術館などで開催。会期は2014年2月26日〜3月9日。共催は文化庁メディア芸術祭釧路展組織委員会、北海道立釧路芸術館。
- 2014年度
  - 松山展 -「MOVE―メディアで拡がる身体表現」をテーマに、愛媛県美術館で開催。会期は2014年9月5日〜9月21日。
  - 十勝帯広展 - 「メディア芸術の林間学校」をテーマに、十勝千年の森と帯広市図書館で開催。会期は2014年10月1日～10月13日。
  - 秋田展 - 「DIG∞AKITA／メディア芸術、あきた」をテーマに、なかの太田家の蔵とアトリオンで開催。会期は2014年10月25日～11月3日。共催は秋田県。
- 2015年度
  - 富山展 - 「トヤマウォーカー」をテーマに、TOYAMAキラリなどで開催。会期は2015年10月8日～10月25日。
  - 鹿児島展 - 「境界のあいだ」をテーマに、鹿児島県歴史資料センター黎明館などで開催。会期は2015年10月28日〜11月15日。
  - 青森展 - 「まぼろし村と、あなたとわたし」をテーマに、青森県立美術館で開催。会期は2016年3月12日〜3月27日。共催は青森県。
- 2016年度
  - 広島展 - 「＊Hiroshima＊Media Arts」をテーマに、旧日本銀行広島支店などで開催。会期は2016年8月13日〜9月2日。共催は広島市、広島市文化財団。
  - 札幌展 - 「ココロ・つなぐ・キカイ」をテーマに、サッポロファクトリーなどで開催。会期は2016年9月16日〜9月30日。
  - 新潟展 - 「記憶と記録のモノ潟り」をテーマに、COZMIXビルなどで開催。会期は2016年10月10日〜10月30日。共催は新潟市、新潟大学。
- 2017年度
  - 石垣島展 - 「ひかりきらめくイマジネーション」をテーマに、石垣市民会館など6会場で開催。会期は2017年11月29日〜12月17日。共催は石垣市。
  - 愛知展 - 「MECÂNICA（メカニカ）－私と私の次なるもの－」をテーマに、ナディアパークで開催。会期は2018年1月4日〜1月17日。共催は名古屋市、株式会社国際デザインセンター、中日新聞社。
  - 京都展 - 「Ghost（ゴースト）」をテーマに、ロームシアター京都で開催。会期は2018年1月14日〜2月4日。共催は京都市、ロームシアター京都。
- 2018年度
  - やんばる展 - 「見えるものと見えないものと」をテーマに、大宜味村立旧塩屋小学校などで開催。会期は2018年12月15日〜2019年1月20日。共催は石垣市。
  - 飛鳥・橿原展 - 「ことば・つながる・セカイ」をテーマに、橿原市役所分庁舎「ミグランス」などで開催。会期は2019年2月18日〜3月3日。
  - 須賀川展 - 「創造のライン，生のライン」をテーマに、須賀川市民交流センター「tette」で開催。会期は2019年2月27日〜3月17日。共催は須賀川市。
- 2019年度
  - 長崎展 - 「ワンダリングワールド ～メグル・ココロ・オドル～」をテーマに、長崎県美術館などで開催。会期は2020年1月8日〜19日。共催は長崎県、長崎県美術館。
  - 小樽展 - 「メディアナラティブ ～物語が生まれる港街で触れるメディア芸術」をテーマに、小樽市産業会館などで開催。会期は2020年1月11日〜26日。共催は小樽市、小樽市教育委員会、小樽商工会議所、小樽観光協会。
- 2020年度
  - 北九州展 - 「HELLO, WORLD　～メディア芸術の扉をひらく～」をテーマに、北九州市門司港レトロ地区の旧大連航路上屋で開催。会期は2020年10月9日〜18日。共催は北九州市。また同施設で「東京藝術大学スーパークローン文化財展」を同時開催（2020年10月9日〜11月3日）。文化財展の主催は北九州市、共催は東京藝術大学。
  - 京都展 - 「科学者の見つけた詩 –世界を見つめる目–」をテーマに、京都文化博物館の別館とフィルムシアターで開催。会期はシアターでの上映期間を含めて2021年1月5日〜17日。共催は京都府。